# Гірницька селищна рада (Червоноград)
Гірницька селищна рада — орган місцевого самоврядування у складі Червоноградської міської ради Львівської області з адміністративним центром у селищі міського типу Гірнику.

## Загальні відомості
Територією ради протікає річка Західний Буг.

## Населені пункти
Селищній раді підпорядковані населені пункти:
- смт Гірник

## Склад ради
Рада складається з 20 депутатів та голови.

### Керівний склад попередніх скликань
| ПІБ                              | Основні відомості                                                | Дата обрання | Дата звільнення |
| -------------------------------- | ---------------------------------------------------------------- | ------------ | --------------- |
| Мартинюк Валентина Володимирівна | Селищний голова, 1962 року народження, позапартійна              | 26.03.2006   | 31.10.2010      |
| Климчук Андрій Мар'янович        | Селищний голова, 1973 року народження, освіта вища, безпартійний | 31.10.2010   |                 |

Примітка: таблиця складена за даними джерела

### Депутати
За результатами місцевих виборів 2010 року депутатами ради стали:

#### За суб'єктами висування
| Суб'єкт висування                                       | Кількість обраних депутатів | %  |
| ------------------------------------------------------- | --------------------------- | -- |
| Політична партія Народний Рух України                   | 9                           | 45 |
| Політична партія Всеукраїнське об'єднання «Батьківщина» | 6                           | 30 |
| Самовисування                                           | 5                           | 25 |

#### За округами
| № округу | Прізвище, ім'я, по батькові    | Дата визнання обраним | Освіта         | Партійна приналежність                        | Відомості про обраного депутата                                     |
| -------- | ------------------------------ | --------------------- | -------------- | --------------------------------------------- | ------------------------------------------------------------------- |
| 10       | Кириченко Ірина Григорівна     | 03.11.2010            | Освіта вища    | член Всеукраїнського об'єднання «Батьківщина» | приватний підприємець                                               |
| 11       | Терех Василь Богданович        | 03.11.2010            | Освіта вища    | член Всеукраїнського об'єднання «Батьківщина» | ВП Шахта «Лісова», електрослюсар газового захисту                   |
| 16       | Гриб Тетяна Іванівна           | 03.11.2010            | Освіта вища    | член Всеукраїнського об'єднання «Батьківщина» | Регіональне об'єднання НПГУ м. Червонограда, секретар               |
| 17       | Гавриляк Іван Богданович       | 03.11.2010            | Освіта вища    | член Всеукраїнського об'єднання «Батьківщина» | ВП Шахта «Межирічанська», підземний електрослюсар                   |
| 18       | Горинь Роман Михайлович        | 03.11.2010            | Освіта вища    | член Всеукраїнського об'єднання «Батьківщина» | ТзОВ «Сокме», керівник транспортного відділу                        |
| 20       | Гошко Оксана Михайлівна        | 03.11.2010            | Освіта середня | член Всеукраїнського об'єднання «Батьківщина» | ВАТ «Львівська вугільна компанія», машиніст конвеєра                |
| 1        | Кардаш Світлана Василівна      | 03.11.2010            | Освіта вища    | член Народного Руху України                   | приватний підприємець, директор                                     |
| 2        | Боднар Наталія Іванівна        | 03.11.2010            | Освіта середня | член Народного Руху України                   | Гірницька музична школа, викладач по класу бандури                  |
| 6        | Курівчак Наталія Михайлівна    | 03.11.2010            | Освіта вища    | член Народного Руху України                   | Червоноградський державний технікум, викладач економічних дисциплін |
| 7        | Пивовар Надія Михайлівна       | 03.11.2010            | Освіта вища    | член Народного Руху України                   | приватний підприємець, директор                                     |
| 9        | Жидачина Ольга Євстахівна      | 03.11.2010            | Освіта середня | позапартійна                                  | тимчасово не працює                                                 |
| 13       | Кіт Андрій Васильович          | 03.11.2010            | Освіта вища    | позапартійний                                 | ДПІ у Жовківському районі, старший податковий інспектор             |
| 14       | Квашук Андрій Олексійович      | 03.11.2010            | Освіта середня | позапартійний                                 | приватний підприємець, директор                                     |
| 15       | Кот Василь Михайлович          | 03.11.2010            | Освіта середня | позапартійний                                 | тимчасово не працює                                                 |
| 19       | Гринчишин Михайло Іванович     | 03.11.2010            | Освіта вища    | позапартійний                                 | Шахта «Межирічанська», електрослюсар                                |
| 3        | Підгурський Михайло Михайлович | 03.11.2010            | Освіта середня | позапартійний                                 | пенсіонер                                                           |
| 4        | Хлищ Валентина Михайлівна      | 03.11.2010            | Освіта вища    | позапартійна                                  | Гірницька селищна рада, секретар                                    |
| 5        | Золотий Дмитро Богданович      | 03.11.2010            | Освіта середня | позапартійний                                 | приватний підприємець                                               |
| 8        | Шилич Віра Михайлівна          | 03.11.2010            | Освіта вища    | позапартійна                                  | Національний університет «Львівська політехніка», студентка         |
| 12       | Пащук Володимир Володимирович  | 03.11.2010            | Освіта середня | позапартійний                                 | Шахта «Відродження», голова прфспілки                               |